# Achille Manara
Achille Manara (nascido em 20 de novembro de 1827 em Bolonha , † 15 de fevereiro de 1906 em Ancona ) foi Arcebispo de Ancona e Numana .

## Vida
Achille Manara estudou teologia na Universidade de Bolonha e recebeu seu doutorado em julho de 1851. Já em 25 de maio de 1850 ele foi ordenado sacerdote . A partir de 1853 foi capelão no Grande Hospital da cidade, depois trabalhou como juiz para assuntos da igreja. Manara também recebeu o título de capitão honorário papal.
Papa Leão XIII. nomeou-o bispo de Ancona e Numana em 12 de maio de 1879 . A ordenação episcopal doou-o em 22 de Maio do mesmo ano Cardeal Vigário Raffaele Monaco La Valletta . Os co-consagradores foram Giulio Lenti , Bispo Auxiliar da Diocese de Roma , e Placido Maria Schiaffino , Presidente da Pontifícia Academia Diplomática . Em 29 de novembro de 1895, Leão XIII o levou. como cardeal Priest de San Pancrazio no Colégio dos Cardeais por diante. Até a criação do Cardeal Edoardo Menichelliem 2015, ele foi o último (arcebispo) de Ancona, que se tornou cardeal. Após a morte de Leão XIII. ele participou do conclave em 1903 .
O Papa Pio X. levantou a diocese de Ancona em 14 de setembro de 1904 para a arquidiocese , tornando o cardeal Manara o primeiro arcebispo de Ancona e Numana. Ele morreu em fevereiro de 1906 e foi enterrado no cemitério da cidade de Ancona.

## Link Externo
- http://webdept.fiu.edu/~mirandas/bios1895